# Maryland 300 1969
Maryland 300 1969 var ett stockcarlopp ingående i Nascar Grand National Series (nuvarande Nascar Cup Series) som kördes 15 juli 1969 på den 0,5 mile (804,67 m) långa ovalbanan Beltsville Speedway i Beltsville i Maryland. Totalt avverkades 150 miles (241,401 km) fördelat på 300 varv. Banunderlaget var asfalt. Loppet vanns av Richard Petty i en Ford på tiden 1:56.30 körande för Petty Enterprises. Pettys snitthastighet uppgick till 77,253 mph. Det var Pettys 97:e vinst av totalt 200 i karriären. Prispotten uppgick till 13 125 dollar, varav 2 500 dollar gick till segraren.

## Resultat
| Plc     | Nr | Förare             | Team/ bilägare           | Konstruktör | Start | Varv | Ledda varv |
| ------- | -- | ------------------ | ------------------------ | ----------- | ----- | ---- | ---------- |
| 1       | 43 | Richard Petty      | Petty Enterprises        | Ford        | 1     | 300  | 91         |
| 2       | 17 | David Pearson      | Holman Moody             | Ford        | 4     | 300  | 145        |
| 3       | 48 | James Hylton       | Hylton Engineering       | Dodge       | 2     | 299  | 17         |
| 4       | 06 | Neil Castles       | Neil Castles             | Plymouth    | 9     | 296  | 0          |
| 5       | 4  | John Sears         | DeWitt Racing            | Ford        | 10    | 294  | 0          |
| 6       | 49 | G.C. Spencer       | GC Spencer Racing        | Plymouth    | 8     | 294  | 0          |
| 7       | 31 | Buddy Young        | Fred Bear                | Chevrolet   | 6     | 190  | 0          |
| 8       | 45 | Bill Seifert       | Seifert Racing           | Ford        | 11    | 284  | 0          |
| 9       | 70 | J.D. McDuffie      | McDuffie Racing          | Buick       | 18    | 281  | 0          |
| 10      | 08 | E.J. Trivette      | E.C. Reid                | Chevrolet   | 12    | 279  | 0          |
| 11      | 47 | Cecil Gordon       | Seifert Racing           | Ford        | 15    | 277  | 0          |
| 12      | 26 | Earl Brooks        | Brooks Racing            | Ford        | 22    | 277  | 0          |
| 13      | 19 | Henley Gray        | Harry Melton             | Ford        | 14    | 260  | 0          |
| 14      | 25 | Jabe Thomas        | Robertson Racing         | Plymouth    | 17    | 208  | 0          |
| 15      | 57 | Bobby Mausgrover   | Ervin Pruitt             | Dodge       | 24    | 89   | 0          |
| 16      | 15 | Ed Hessert         | Ed Hessert               | Plymouth    | 21    | 73   | 0          |
| 17      | 71 | Bobby Isaac        | K&K Insurance Racing     | Dodge       | 3     | 60   | 47         |
| 18      | 0  | Frank Warren       | Don Tarr                 | Chevrolet   | 23    | 43   | 0          |
| 19      | 76 | Ben Arnold         | Don Culpepper            | Ford        | 16    | 38   | 0          |
| 20      | 03 | Richard Brickhouse | Dub Clewis               | Plymouth    | 7     | 29   | 0          |
| 21      | 34 | Wendell Scott      | Scott Racing             | Ford        | 19    | 18   | 0          |
| 22      | 09 | Wayne Gillette     | E.C. Reid                | Chevrolet   | 20    | 5    | 0          |
| 23      | 64 | Elmo Langley       | Langley-Woodfield Racing | Ford        | 5     | 4    | 0          |
| 24      | 86 | Bill Champion      | Neil Castles             | Dodge       | 13    | 3    | 0          |
| Källor: |    |                    |                          |             |       |      |            |